# Monotyp (żeglarstwo)
Monotyp – w żeglarstwie jest to ogólna nazwa jachtów regatowych w tych klasach, w których panują bardzo szczegółowe przepisy dotyczące budowy jednostek oraz ich późniejszego wyposażenia. Jak największe zbliżenie monotypów danej klasy do identyczności ma zapewnić podczas zawodów sportowych umożliwienie oceniania wyłącznie umiejętności żeglarzy.
Rozróżnia się: 
- monotypy ograniczone - gdzie tylko część przepisów jest ściśle określona, a większość ma pewne tolerancje. Do tej grupy należy wiele klas, np. Finn, Star, Omega, Hornet
- monotypy ścisłe - wszystkie parametry i całe wyposażenie łodzi jest określone przepisami, a co nie jest w nich jawnie dozwolone jest zabronione. Takim monotypem jest np. klasa Optimist, gdzie (w wersji przepisów klasowych IODA 95), praktycznie każdy, nawet najmniejszy, szczegół konstrukcji kadłuba jest dokładnie wyznaczony, ale łodzie mogą być produkowane przez różnych wytwórców.
- monotypy stoczniowe - łodzie produkowane są przez jednego producenta, który dba o zgodność poszczególnych egzemplarzy. Często nie można samemu wprowadzać żadnych zmian na takiej łódce (poza wymianą zużytych elementów). Takim monotypem jest np. seria łódek Laser, Skippi 650, Sympathy600.

Klasy monotypowe występują również w innych sportach, np. w bojerach, szybownictwie i innych.